# Shokat Ali
Shokat Ali (ur. 4 marca 1970 w Accrington) – pakistański snookerzysta urodzony w Anglii. Ali przeszedł na zawodowstwo w 1991 roku, a najlepszy wynik w profesjonalnym turnieju osiągnął dziesięć lat później w 2001 w Thailand Masters, gdzie dotarł do ćwierćfinału, pokonując Ronniego O’Sullivana w drodze.
W ciągu całej kariery zarobił jak dotąd ponad £ 240.000, a jego najwyższy brejk wynosi 139 punktów. W 1998 roku Ali został pierwszym pakistańskim sportowcem, który zdobył złoty medal na igrzyskach azjatyckich.